# CP Puppis
Désignations
CP Puppis (ou Nova Puppis 1942) était une nova qui survint en 1942 dans la constellation de la Poupe. Elle atteignit une magnitude minimale (correspondant à une luminosité maximale) de 0,7. Sa distance, déterminée à l'aide de sa parallaxe par le satellite Gaia, est d'environ 814 pc (∼2 650 al).